# Michael Driscoll
Michael Patrick Driscoll (ur. 8 sierpnia 1939 w Long Beach, zm. 24 października 2017 w Boise) – amerykański duchowny katolicki, biskup Boise w Idaho w latach 1999–2014.

## Życiorys
Już jako dziecko przejawiał powołanie do kapłaństwa, „odprawiał” bowiem msze dla swego rodzeństwa, a jako komunikanty służyły mu wafle. Ukończył seminarium archidiecezji Los Angeles w Camarillo. Studiował również na Katolickim Uniwersytecie Ameryki w Waszyngtonie. Święcenia kapłańskie otrzymał 1 maja 1965 z rąk kardynała Jamesa McIntyre'a. W latach 1976–1987 kanclerz archidiecezji Los Angeles. W latach późniejszych inkardynował się do diecezji Orange w Kalifornii, gdzie był pracownikiem kurii i wikariuszem generalnym.
19 grudnia 1989 otrzymał nominację na pomocniczego biskupa Orange ze stolicą tytularną Maxita. 18 stycznia 1999 mianowany ordynariuszem diecezji Boise City. 4 listopada 2014 papież Franciszek przyjął jego rezygnację z pełnionego urzędu złożoną ze względu na wiek.